# جون بويد
جون بويد (بالإنجليزية: John Boyd Orr, 1st Baron Boyd-Orr)‏ هو أخصائي أغذية وفيزيالوجي اسكتلندي ولد في 23 سبتمبر 1880 وتوفي في غلاسغو في 25 يونيو 1971.
شغل منصب أول مدير عام منظمة الأغذية والزراعة كما ترأس مجلس السلام القومى ومنظمة السلام العالمي. تحصل سنة 1949 على جائزة نوبل للسلام.
كما يُعد البارون الأول بويد أور من بريكين ميرنز، رفيق الشرف ورتبة الخدمة المتميزة والصليب العسكري وزميل في الجمعية الملكية وزميل الجمعية الملكية في إدنبره (23 سبتمبر 1880 - 25 يونيو 1971)، نال لقب «السير - Sir» جون بويد أور من 1935 إلى 1949، وكان مدرسًا اسكتلنديًا وطبيبًا وبيولوجيًا وسياسيًا حصل على جائزة نوبل للسلام لأبحاثه العلمية في مجال التغذية وعمله كأول مدير عام لمنظمة الأمم المتحدة للأغذية والزراعة. كان المؤسس المشارك وأول رئيس (1960-1971) من الأكاديمية العالمية للفنون والعلوم.

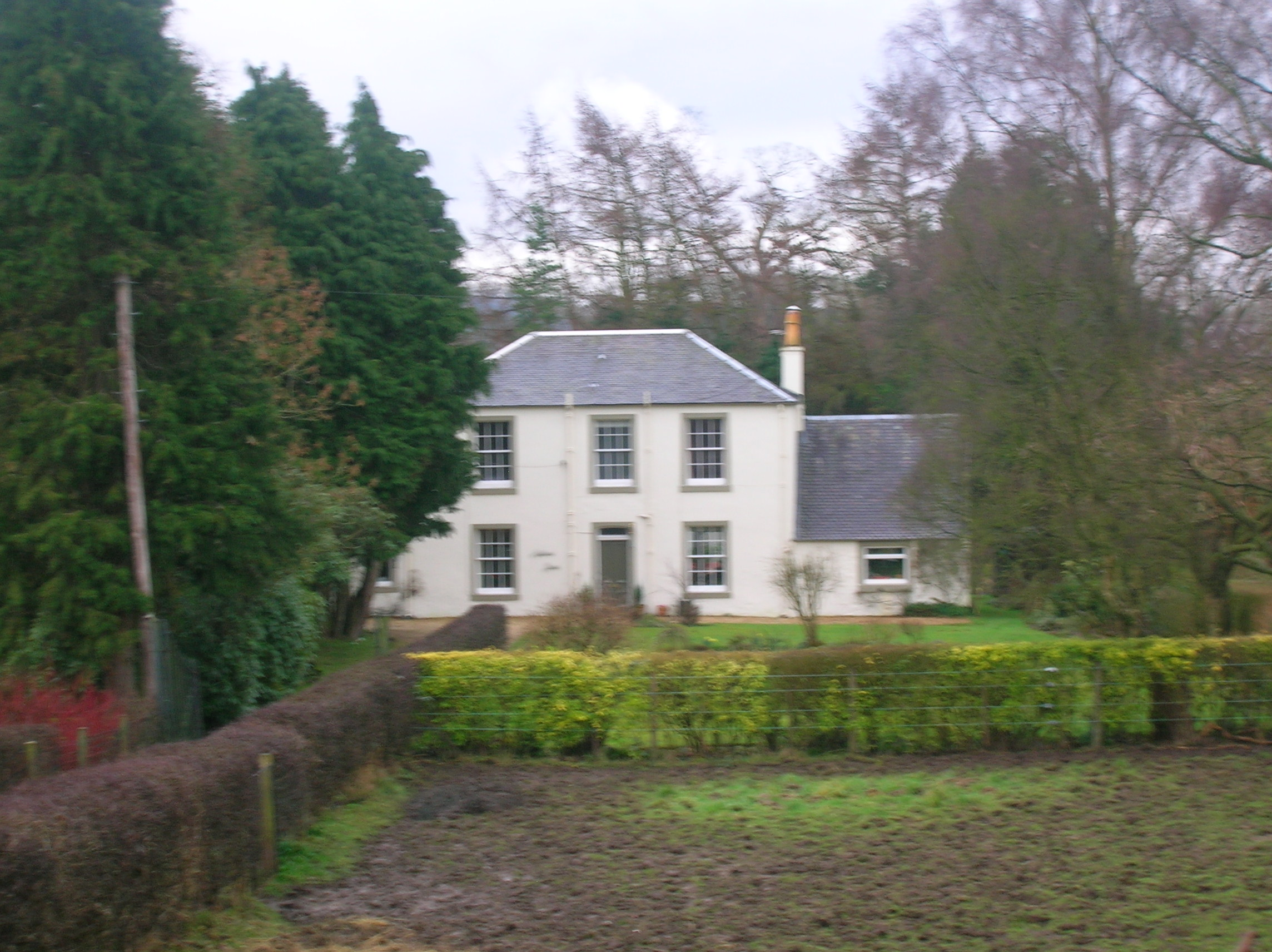
مسقط رأس اللورد بويد أور: هولندا الخضراء ، طريق فينويك ، كيلمورس.

## لمحة عامة عن نشأته والعائلة
ولد جون بويد أور في كيلمورس، بالقرب من كيلمارنوك، شرق أيرشاير، اسكتلندا، كان الطفل الأوسط في عائلة مكونة من سبعة أطفال. وكان والده، روبرت كلارك أور، صاحب محجر ورجل من القناعات الدينية العميقة، كونه عضوًا في كنيسة اسكتلندا الحرة. كانت والدته، آني بويد، ابنة سيد محجر آخر، أكثر ثراءً من روبرت أور، ورائدة أحد نوادي فريماسون.
زُود منزل العائلة بالكثير من الكتب، وكان والده يقرأ على نطاق واسع في الموضوعات السياسية والاجتماعية والميتافيزيقية، وكذلك الدين. مع تقدمه في السن، كان جون يناقش هذه المواضيع بانتظام مع والده وأشقائه وزواره. كانت هناك أيضًا العبادة العائلية كل مساء.
عندما كان جون في الخامسة من عمره، عانت العائلة من نكسة عندما فقدت سفينة يملكها روبرت أور في البحر. كان عليهم بيع منزلهم في كيلمورس وانتقلوا إلى غرب كيلبرايد، وهي قرية على ساحل أيرشاير الشمالية. ووفقًا لما ذكره كاي، فإن البيت والبيئة الجديدة كانا بمثابة تحسن كبير في كيلماورز، على الرغم من انخفاض مصادر دخل الأسرة. تركز الجزء الأكبر من نشأته في غرب كيلبرايد وحوله. حضر مدرسة القرية حتى كان في الثالثة عشرة. كان الدين آنذاك جزءًا هامًا من التعليم المبتدئ في اسكتلندا، وأعطته المدرسة معرفة جيدة بالكتاب المقدس الذي بقي معه طوال حياته.
في سن الثالثة عشرة، فاز جون بمنحة إلى أكاديمية كيلمارنوك، وهو إنجاز هام، حيث كانت هذه المنحة نادرة جدًا. كانت المدرسة الجديدة على بعد 20 ميلًا (32 كم) من منزله في غرب كيلبرايد، لكن والده كان يمتلك محجرًا على بعد ميلين (3 كم) من الأكاديمية، وزُود جون بمساكن قريبة. قطعت عائلته تعليمه في الأكاديمية لأنه كان يقضي الكثير من الوقت في شركة عمال المحجر (حيث التقط «مفردات رائعة من الكلمات»)،  وبعد أربعة أشهر عاد إلى القرية مدرسة في غرب كيلبرايد حيث واصل تعليمه حتى كان في السابعة عشرة تحت الوصاية الملهمة من مدير المدرسة جون ليونز. هناك أصبح معلم تلميذ براتب 10 جنيهات استرلينية في السنة الأولى، و20 جنيهًا استرلينيًا في السنة الثانية. كان هذا وقتًا صعبًا على وجه الخصوص بالنسبة إلى بويد أور الصغير، نظرًا لأنه بالإضافة إلى واجباته التدريسية، والدراسة في المنزل من أجل مؤهلات الجامعة وتدريب المعلمين، كان عليه أيضًا العمل كل يوم في أعمال والده.
بعد أربع سنوات كمدرس تلميذ، في سن التاسعة عشر، حصل على منحة دراسية من الملكة للدراسة في كلية تدريب المعلمين في غلاسكو، بالإضافة إلى منحة مالية دفعت مسكنه هناك. في الوقت نفسه، دخل في دورة دراسية لمدة ثلاث سنوات في اللاهوت  في الجامعة، والتي تم تغطية الرسوم أيضًا.

## المواجهة الأولى مع الفقر
بصفته طالبًا جامعيًا في غلاسكو، قام جون باستكشاف المناطق الداخلية للمدينة، عادةً في عطلات نهاية الأسبوع. وصُدم بما وجده في الأحياء الفقيرة والممتلكات الفقيرة، والتي شكلت بعد ذلك جزءًا كبيرًا من المدينة. كان الكساح واضحا بين الأطفال، وقد ظهر سوء التغذية (في بعض الحالات، المرتبطة بالسكر) في العديد من البالغين، وكان كثير من المسنين معوزين. في أول وظيفة تدريس بعد تخرجه في عام 1902، استلم عمله في مدرسة في الأحياء الفقيرة. كان صفه الأول مكتظًا، وكان الأطفال يتغذون على الطعام أو جائعين بالفعل، وكانوا لا يلبسون ملابس كافية، وكانوا رديئين بشكل واضح وبائسين جسديًا. استقال بعد بضعة أيام، مدركًا أنه لا يستطيع تعليم الأطفال في مثل هذه الحالة، وأنه لا يوجد ما يمكن القيام به للتخفيف من بؤسهم.
بعد أن عمل لعدة أشهر في أعمال والده، درس لمدة ثلاث سنوات في مدرسة كيليسهيل في سالتكواتس، وهي أيضًا منطقة فقيرة، ولكن أقل سوءًا من الأحياء الفقيرة في غلاسكو.

## العودة للجامعة
كان بويد أور بحاجة إلى زيادة راتب معلمه وقرر القيام بذلك عن طريق عمل فصل مسائي في حجز الكتب والمحاسبة. بعد دراسة مكثفة، اجتاز الامتحانات اللازمة، وأصدر تعليماته حسب الأصول. المعرفة والمهارات التي تعلمها من خلال الدراسة، والتدريس، هذه الطبقة كانت تثبت جدواها في مسيرته اللاحقة.
غير أن قلبه لم يكن في التعليم، وبعد وفائه بالتزاماته التعليمية بموجب شروط منحة الملكة، عاد إلى الجامعة لدراسة علم الأحياء، وهو موضوع كان دائمًا مهتمًا به منذ الطفولة. كإجراء احتياطي، دخل في وقت واحد للحصول على درجة في الطب.
وجد في الجامعة بيئة محفزة للغاية له. ديارميد نويل باتون (نجل الفنان جوزيف نويل باتون) كان أستاذًا في علم وظائف الأعضاء معينًا من الملك نفسه، وإدوارد بروفان كاثكارت رئيس قسم الكيمياء الفيزيولوجية، وكلاهما من الرجال القدرة العلمية البارزة. وقد أعجبه صامويل جيميل، أستاذ الطب السريري، الفيلسوف الذي أثر تفكيره العميق في الشؤون الاجتماعية أيضًا على نهج بويد أور لمثل هذه الأسئلة.
في منتصف دراساته الطبية، نفذت مدخراته. ولأنه كان مترددًا في طلب الدعم من أسرته، اشترى مجموعة من الشقق المستأجرة على الرهن العقاري، بمساعدة من السحب على المكشوف من البنوك، واستخدم الإيجار لدفع تكاليف بقية دراسته. عند تخرجه، باع العقار بأرباح صغيرة.
تخرج وحصل على البكالوريوس في عام 1910، وبكالوريوس في الطب والجراحة في عام 1912، عن عمر يناهز 32 عامًا، ليحتل المرتبة السادسة في عام واحد من 200 طالب. بعد ذلك بعامين، في عام 1914، حصل على الماجستير مع مرتبة الشرف، وحصل على الميدالية الذهبية بيلاهوستون لأبرز أطروحة هذا العام.

## مسيرته البحثية
بعد إنهائه للجامعة، تولى منصب جراح سفينة في تجارة السفن بين اسكتلندا وغرب إفريقيا، حيث اختار هذا العمل لأنه عرض إمكانية سداد السحب على المكشوف من مصرفه بشكل أسرع من أي شيء آخر. استقال بعد أربعة أشهر عندما سدد الدين. ثم عمل كممارس عام، وعمل في ممارسة طبيب عائلته في سالتكوتز، وقدم شراكة هناك. بعد أن أدرك أن مهنة الطب لم تكن له، وافق بدلًا من ذلك على عرض منحة بحثية لمدة عامين في جامعة كارنيغي، للعمل في مختبر E.P. Cathcart. غطى العمل الذي بدأه هناك سوء التغذية والبروتين  والكرياتين  والتمثيل الغذائي، وتأثير تناول الماء على الأيض النيتروجيني في البشر،  ونفقات الطاقة من المجندين العسكريين في التدريب.

### بدايات معهد أبحاث رويت
في 1 أبريل 1914، تولى بويد أور مسؤولية إنشاء معهد أبحاث جديد في أبردين، وهو مشروع لجنة مشتركة للبحوث في مجال التغذية الحيوانية في كلية الزراعة في شمال اسكتلندا وجامعة أبردين. وقد عرض عليه الوظيفة بناء على توصية من E.P. Cathcart، الذي كان قد عُرض على الوظيفة في الأصل ولكنه رفضها لصالح منصب في علم وظائف الأعضاء في لندن.
وقد خصصت اللجنة المشتركة ميزانية قدرها 5000 جنيه استرليني للنفقات الرأسمالية و1500 جنيه استرليني تكاليف التشغيل السنوية. وقد أدرك بويد أور على الفور أن هذه المبالغ غير كافية. باستخدام خبرته في أعمال والده في وضع الخطط وتقدير التكاليف، قدم ميزانية قدرها 50000 جنيه استرليني للنفقات الرأسمالية و5000 جنيه استرليني تكاليف التشغيل السنوية. في هذه الأثناء، مع تخصيص مبلغ 5000 جنيه استرليني بالفعل، حدد مبنى، وليس من الخشب كما تصورته اللجنة، ولكن من الجرانيت وصمم بحيث يمكن أن يكون بمثابة جناح في المعهد المقترح له وهو 50,000 جنيه استرليني. بعد ذلك قبل بأقل مبلغ وهو 5030 جنيهًا استرلينيًا وأخبر المتعهدين ببدء العمل على الفور. لم تكن اللجنة مسرورة ولكنها اضطرت إلى قبول الأمر الواقع. عندما اندلعت الحرب طلب من المقاولين إنهاء الجدران والسقف، ولكن ليس أكثر من ذلك في الوقت الحالي.

### الخدمة في الحرب
عند اندلاع الحرب العالمية الأولى، تم منحه إجازة للانضمام إلى الجيش البريطاني، وسأل زميله السابق كاثكارت لمساعدته في الحصول على لجنة طبية في وحدة المشاة في الخارج. يعتقد كاثكارت أنه سيكون أكثر فائدة في المنزل، وكانت أول لجنة له في قسم مدني خاص في سلاح الجيش الملكي. تم التعامل مع الصرف الصحي. وكان هناك العديد من غير المجندين في التدريب في مخيمات الطوارئ في المنزل، وبعضهم في ظروف صحية سيئة للغاية. كان بويد أور قادرا على دفع خطط للتحسين في النظافة، ومنع الكثير من الأمراض.
بعد 18 شهرًا، تم تعيينه كضابط طبي لوحدة مشاة، أول حراس شيروود.أمضى الكثير من وقته في أماكن القذائف الحربية، وتصحيح العديد من الجرحى. تم الاعتراف بشجاعته تحت النار والتكريس للواجب من خلال جائزة الصليب العسكري بعد معركة السوم، وأمر الخدمة المتميز بعد باسكانديل. كما اتخذ الترتيبات اللازمة لتكميل النظام الغذائي للكتيبة بالخضروات التي تم جمعها من الحدائق والمجالات المحلية المهجورة. ونتيجة لذلك، وعلى خلاف الوحدات الأخرى، لم يكن بحاجة إلى إرسال أي من الرجال في حالته الطبية إلى المستشفى. كما حرص على رجاله من الحصول على قدم مفرودة من خلال التأكد من أنهم قد تم تزويدهم بأحذية تناسبهم وليست بحجم أكبر من المعتاد.
كان قلقًا من فقدانه للتطورات الطبية والتغذوية، لذلك قام بطلب نقله إلى البحرية، حيث اعتقد أنه سيكون لديه المزيد من الوقت للقراءة والأبحاث. كان الجيش مترددًا في السماح له بالرحيل، لكنه وافق على ذلك، لأنه كان لا يزال جراحًا مدنيًا. أمضى ثلاثة أشهر مشغول في المستشفى البحري في تشاتام، ودرس بجد في أثناء ممارسته الطب في العنابر، قبل أن يتم نشره في سفينة ات أم اس فيوريوس. كانت مهامه الطبية خفيفة على متن السفينة، مما مكنه من القيام بالكثير من القراءة. تم استدعاؤه بعد ذلك للعمل في دراسة المتطلبات الغذائية للجيش.
خلال الحرب العالمية الثانية، كان عضوًا في لجنة تشرشل العلمية المعنية بالسياسات الغذائية وساعد في صياغة التقنين الغذائي.

### توسع لمعهد رويت للأبحاث بعد الحرب
عندما عاد بويد أور إلى أبردين في أوائل عام 1919، لم يتم بعد قبول خطته الخاصة بمعهد أكبر. في الواقع، حتى خططه لمنحة الصيانة السنوية يجب أن تتم الموافقة عليها من قبل أستاذ الزراعة في كامبريدج، توماس بارلو وود.على الرغم من حصوله على دعم الأخير، تم رفض خططه للتوسع في البداية، على الرغم من أنه نجح في زيادة المنحة السنوية إلى 4000 جنيه استرليني. في عام 1920 عُرض على جون كويلر رويت، وهو رجل أعمال بدا وكأنه يعاني من هواجس الضمير  بسبب الأرباح الكبيرة التي حققها خلال الحرب. بعد ذلك بوقت قصير، وافقت الحكومة على تمويل نصف تكلفة خطة بويد أور، شريطة أن يتمكن من رفع النصف الآخر في مكان آخر. وافقت شركة رويت على تقديم 10000 جنيه استرليني للسنة الأولى، 10000 جنيه استرليني للسنة الثانية، وأعطت 2000 جنيه استرليني إضافية لشراء مزرعة، بشرط أن «إذا تم العثور على أي عمل تم إجراؤه في معهد التغذية الحيوانية مع التركيز على التغذية البشرية، سيسمح للمعهد بمتابعة هذا العمل»،  وهو شرط كانت الخزانة مستعدة لقبوله. وبحلول سبتمبر 1922، كانت المباني قد اكتملت تقريبًا، وتم افتتاح معهد أبحاث رويت الذي أعيدت تسميته بعد ذلك بوقت قصير من قبل الملكة ماري.
أثبتت بويد أور أنها كانت فعالة لجمع الأموال من المصادر الحكومية والخاصة،  لتوسيع المزرعة التجريبية إلى نحو 1000 فدان (4.0 كم 2)، وبناء مكتبة جيدة، وتوسيع المباني. كما بنى مركزًا لاستيعاب الطلاب والعلماء الذين جذبهم سمعة المعهد المتنامية، وهي سمعة عززتها العديد من منشورات بويد أور. فقد عانى ناتجه البحثي من الوقت والطاقة التي كان يجب أن يكرسها لجمع التبرعات، وفي وقت لاحق من حياته، قال: «ما زلت أبدو مع استياء مريض من الاضطرار إلى قضاء نصف وقتي في الوظيفة المذلّة بحثا عن المال من أجل المعهد».
خلال عشرينيات القرن العشرين، كُرِّس بحثه بشكل رئيسي لتغذية الحيوانات، وتغير تركيزه على تغذية الإنسان على حد سواء كباحث وناشط في مجال الضغط وداعية لتحسين النظام الغذائي للناس. في عام 1927، أثبت قيمة الحليب المقدم لأطفال المدارس، مما أدى إلى توفير الحليب المجاني للمدارس في المملكة المتحدة. أظهر تقريره لعام 1936 بعنوان «الغذاء والصحة والدخل» أن ثلث سكان المملكة المتحدة على الأقل كانوا فقراء لدرجة أنهم لا يستطيعون شراء الطعام الكافي لتوفير نظام غذائي صحي وكشفوا أن هناك صلة بين الدخل المنخفض وسوء التغذية ونقص التحصيل في المدارس 
من عام 1929 إلى عام 1944، كان بويد أور مديرًا استشاريًا للمكتب الإمبراطوري للتغذية الحيوانية، وبعد ذلك مكتب الكومنولث للتغذية (جزء من مكاتب الكومنولث الزراعية)، والذي كان مقره في معهد رويت للأبحاث.

## العمل الدولي والسياسي
في أكتوبر 1945، تم انتخاب أور رئيسًا لجامعة جلاسكو بعد أن تم ترشيحه كمرشح تقدمي مستقل. انتُخب عضوًا مستقلا في البرلمان للجامعات الاسكتلندية المشتركة في الانتخابات الفرعية في أبريل 1945،  واحتفظ بمقعده في الانتخابات العامة بعد فترة وجيزة. ثم استقال في عام 1946.
بعد الحرب العالمية الثانية، استقال بويد أور من معهد رويت، وتولى عدة مناصب، وعلى الأخص منصب المدير العام لمنظمة الأغذية والزراعة التابعة للأمم المتحدة.
على الرغم من أن فترة عمله في هذا المنصب كانت قصيرة (1945-1948)، إلا أنه لم يعمل فقط على التخفيف من النقص المباشر في الغذاء بعد الحرب من خلال لجنة الغذاء الدولية للطوارئ، ولكن أيضًا لاقتراح خطط شاملة لتحسين إنتاج الغذاء وتوزيعه العادل - اقتراح لإنشاء مجلس عالمي للأغذية. على الرغم من فشل المجلس في الحصول على دعم بريطانيا والولايات المتحدة، وضع بويد أور أساسًا قويًا لوكالة الأمم المتحدة الجديدة المتخصصة.
ثم استقال من منظمة الأغذية والزراعة وأصبح مديرًا لعدد من الشركات وأثبت أنه مستثمر حكيم في سوق الأوراق المالية، مما هيأه لتكوين ثروة شخصية كبيرة. عندما حصل على جائزة نوبل للسلام في عام 1949، تبرع بالجائزة المالية بالكامل للمنظمات المكرسة للسلام العالمي وحكومة عالمية موحدة. (كانت لجنة خدمة الأصدقاء الأمريكية واحدة من ترشيحاته.) تم ترقيته إلى النبلاء في عام 1949 باسم بارون بويد أور، من بريكين ميرنز في مقاطعة أنجوس.
في عام 1960، انتخب بويد أور أول رئيس للأكاديمية العالمية للفنون والعلوم، التي أنشأها علماء بارزون في ذلك اليوم، يساورهم القلق بشأن احتمال إساءة استخدام الاكتشافات العلمية، وخاصة الأسلحة النووية.
تحتوي جامعة غلاسكو على مبنى بويد أور ومركز بويد أور لسكان الصحة البيئية  وتم تسميته باسمه، ويحمل متحف هونتيريان للجامعة ميدالية نوبل. هناك شارع يدعى بويد أور في مسقط رأسه كيلمورس في أيرشاير، وكذلك في بريكين، أنجوس، بينيكويك، ميدلوثيان، وفي سالتكواتس، أيرشاير.

## السيرة الذاتية
- بويد أور، جون (1905). أزمة الكنيسة الاسكتلندية: القصة الكاملة للمرحلة الحديثة للنضال المشيخية. غلاسكو: جون مانيلاج.
- بويد أور، جون (1929). المعادن في المراعي وعلاقتها بتغذية الحيوان. لندن: لويس.
- بويد أور، جون (1934). الإمدادات الغذائية الوطنية وتأثيرها على الصحة العامة. لندن: الملك.
- بويد أور، جون (1936). الغذاء والصحة والدخل. لندن: ماكميلان.
- بويد أور، جون (1937). علوم التغذية وتخطيط الدولة. في John Boyd Orr (ed.). ما يقف العلم ل. لندن: ألن & انوين.
- بويد أور، جون (1940). التغذية في الحرب. لندن: جمعية فابيان.
- بويد أور، جون (1942). القتال من أجل ماذا؟ لندن: ماكميلان.
- بويد أور، جون (1943). الغذاء والشعب. لندن: مطبعة Pilot.
- بويد أور، جون (1946). ميثاق الصحة. لندن: ألن & Unwin.
- بويد أور، جون (1948). الغذاء: مؤسسة الوحدة العالمية. لندن: المجلس الوطني للسلام.
- بويد أور، جون (1950). لجنة الارتباط الدولية لمنظمات السلام: إستراتيجية جديدة للسلام. لندن: المجلس الوطني للسلام.
- بويد أور، جون (1957). العيد والمجاعة: عالم رائع من الطعام. لندن: كتاب راثبون. صفحة 69
- بويد أور، جون (1958). العالم الرائع للأغذية: جوهر الحياة، كتب جاردن سيتى، نيويورك، جاردن سيتى.
- بويد أور، جون. ديفيد لوبوك (1964) [1953]. معضلة الرجل الأبيض: الغذاء والمستقبل (الطبعة الثانية). لندن: ألن & انوين. سفحة 124
- بويد أور، جون (1966). على ما أذكر: من 1880 إلى 1960s. مع مقدمة من ريتشي كالدر. لندن: ماكجيبون& كي.
- بويد أور، جون. روبيرت نيلسون بيك (1970). الاختيار الأخلاقي. لندن: الصحافة الحرة. ردمك 0-02-902070-0.444pp

## روابط خارجية
- جون بويد على موقع الموسوعة البريطانية (الإنجليزية)
- جون بويد على موقع مونزينجر (الألمانية)
- جون بويد على موقع إن إن دي بي (الإنجليزية)